# Kriek Cantillon 100% Lambic
Kriek Cantillon 100% Lambic is een Belgisch bier van spontane gisting.
Het bier wordt gebrouwen in Brouwerij Cantillon te Anderlecht.
Het is een robijnrood fruitbier op basis van lambiek met een alcoholpercentage van 5,5%.
 Sinds 1999 wordt de lambiek van Cantillon enkel met ingrediënten van biologische teelt gebrouwen en sinds 2003 draagt de lambiek het biolabel. Voor de fruitbieren was het echter iets langer wachten omdat er aanvankelijk niet voldoende biologisch geteeld fruit voor handen was. Sinds 2009 wordt er echter ook een kriek op de markt gezet die het biolabel draagt.

Kriek is een door Europa erkende en beschermde gegarandeerde traditionele specialiteit. Voordien was het door het Vlaams Centrum voor Agro- en Visserijmarketing (de VLAM) reeds erkend als streekproduct.

## Prijzen
- Australian International Beer Awards 2012 - Zilveren medaille in de categorie Belgian & French Style Ale - Belgian Lambic